# Ašutis

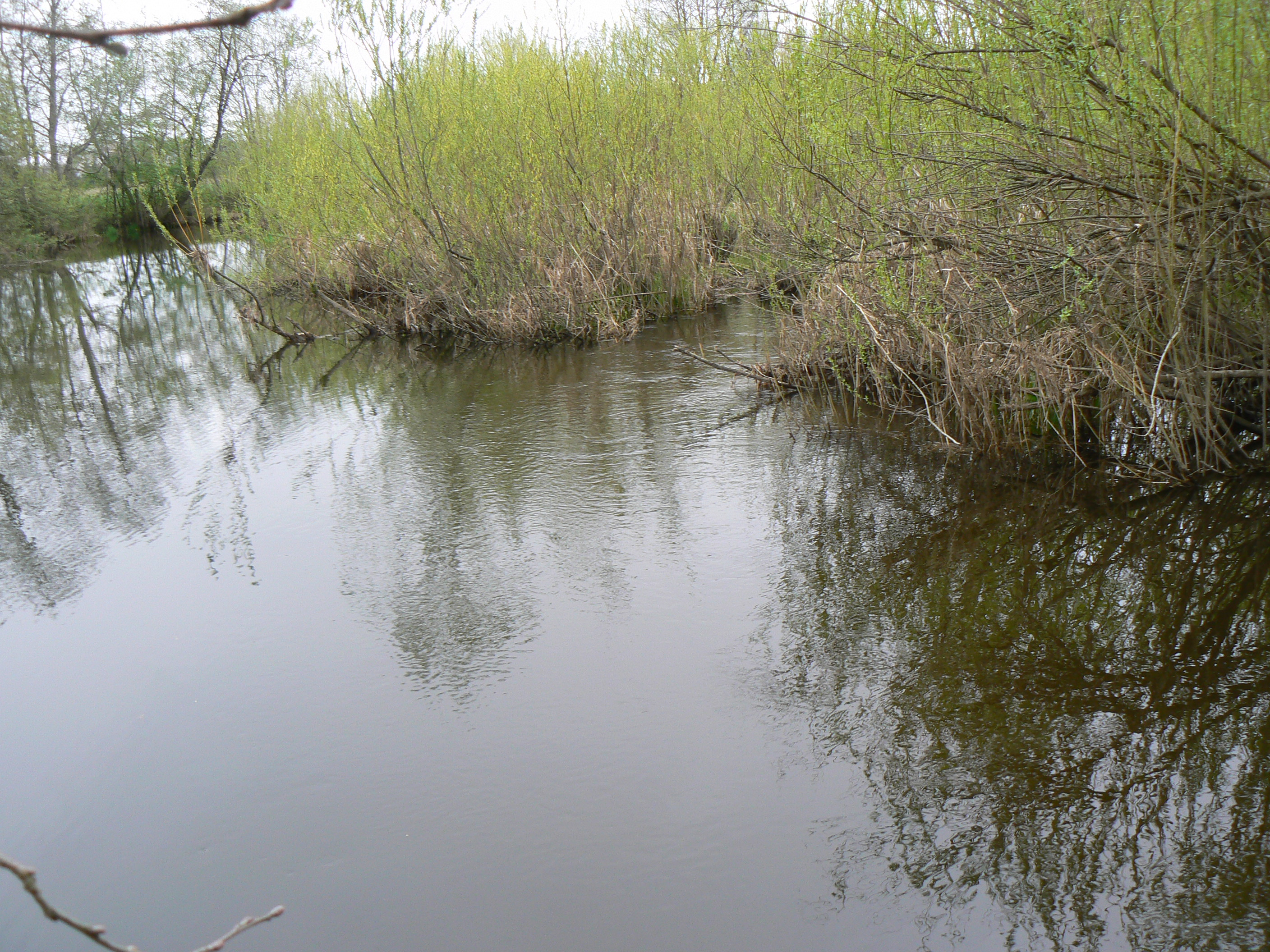
Soutok Lokysty (vlevo) s Ašutisem (vpravo) ve městě Šilalė nedaleko před mostem ulice Kvėdarnos g.

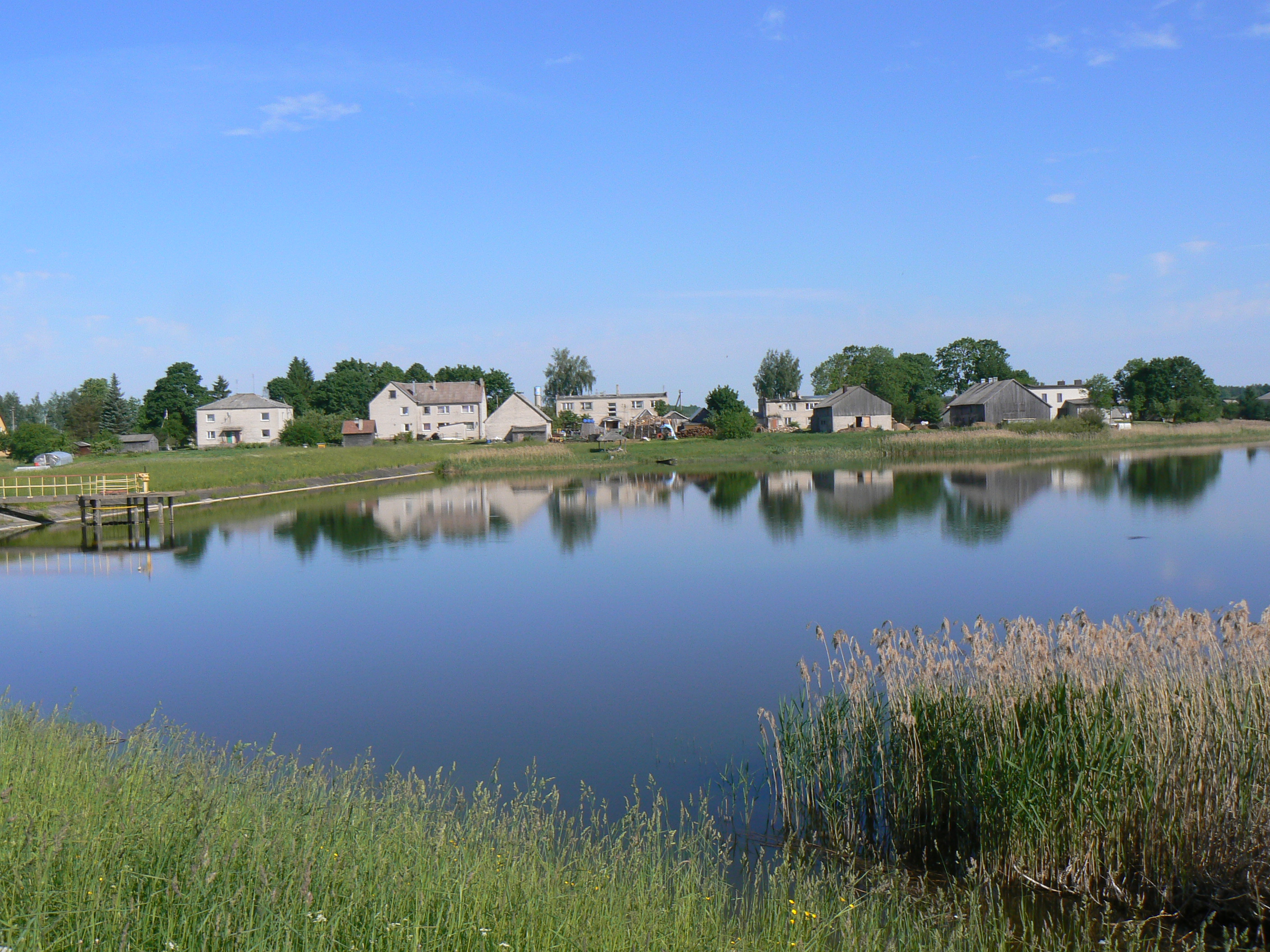
Rybník na Ašutisu ve vsi Balsiai

Ašutis je potok v Litvě, v Žemaitsku, levý přítok řeky Lokysta. Pramení u vsi Mažrimai, 8 km na severoseverovýchod od města Šilalė. Teče zpočátku směrem východním, křižuje silnici č. 162 Laukuva - Šilalė a hned se stáčí na jih a až do okresního města Šilalė teče paralelně s touto silnicí. Před vsí Balsiai křižuje silnici Kaltinėnai - Bytlaukis - Tūbinės - // - Balsiai - Šilalė, vzápětí přibírá zprava dva malé přítoky: Nerotas a další bezejmenný a tvoří rybník Balsių tvenkinys, na jehož levém břehu je obec Balsiai. Dále protéká spojenou obcí Balsiai-Šilai, přibírá zleva bezejmenný potok, na východním okraji okresního města Šilalė křižuje silnici č. 162, přibírá zprava potok jménem Balčia, stáčí se směrem západním, vtéká na území města, počíná silněji meandrovat, křižuje ulici Nepriklausomybės gatvė (Nezávislosti) a protéká rybníkem Ašutis. Jeho hráz je pod mostem ulice Vytauto Didžiojo, necelých 100 m od katolického kostela "Šventojo Pranciškaus Asyžiečio bažnyčia". Dále teče hlubokým údolím a na území města se vlévá do řeky Lokysta jako její levý přítok.

## Gramatika, jazykové souvislosti
Ašutis je v litevštině stejně jako v češtině v jednotném čísle rodu mužského. (Rozdíl od několika jiných litevských názvů, zakončených také na -is). Obecné jméno ašutis v litevštině znamená jílek mámivý (Lolium temulentum L.)